# 巨嘴鳥
巨嘴鳥即鵎鵼科（学名：Ramphastidae）鳥類，外型雖然與產於亞洲的犀鳥十分相似，但在動物分類學上卻與啄木鳥比較接近，與啄木鳥一樣腳爪都有四趾而且都是兩趾在前兩趾在後，屬於鴷形目。
雖然巨嘴鳥在原棲地尚未瀕臨絕種，但是其中由於國際性寵物貿易使牠們面臨潛在威脅，故大部份品種都被列華盛頓公約附錄二的保育類。

## 下属分类
- 山鵎鵼屬 Andigena Gould, 1851
- 綠鵎鵼屬 Aulacorhynchus Gould, 1835
- 簇舌鵎鵼屬 Pteroglossus Illiger, 1811
- 鵎鵼屬 Ramphastos Linnaeus, 1758
- 小鵎鵼屬 Selenidera Gould, 1837